# Схейре, Ливен
Ливен Схейре (нидерл.: Lieven Scheire; 3 мая 1981, Вахтебеке) — фламандский комик, телеведущий и автор, наиболее известный как участник фламандской группы кабаре «Neveneffecten» (Побочные эффекты).

## Биография

### Молодость и учёба
Ливен Схейре вырос в Вахтебеке в Восточной Фландрии и учился в средней школе в Локерене. После средней школы он жил год в Рейкьявике, где выучил исландский язык. Вернувшись в Бельгию, он начал изучать физику в Гентском университете, но скоро бросил учёбу, чтобы начать карьеру на телевидении. Однако, его интерес к физике и науке до сих пор заметен в его карьере.

### Карьера
Карьера Ливена Схейре началась в мае 2001 года, когда он стал работать как стендап-комик. Он дебютировал на экране в программе «Man bijt hond» (Человек кусает собаку), в которой он появился вместе со своим двоюродным братом Йонасом Гейрнартом (Jonas Geirnaert). В программе в основном освещены банальные, повседневные новости и жизнь обычных, неизвестных людей. Когда обсуждаются более серьёзные или более загруженные темы, это всегда делается с точки зрения обычных людей.
После их телевизионного дебюта Кун Де Портер (Koen De Poorter) связался с ними с предложением создать группу кабаре. Итак, с 2002 года Ливен Схейре, Йонас Гейрнарт и Кун Де Портер вместе выступают в группе под названием «Neveneffecten». В 2003 году к ним присоединился ещё один участник, Йелле Де Бёле (Jelle De Beule). В сентябре 2005 года к квартету обратился продюсерский дом Woestijnvis (Рыба пустыни) с заказом сделать программу под тем же самым названием. Эта программа состоит из ряда абсурдных и фиктивных документальных фильмов.
После первого сезона программы «Neveneffecten» в 2006 году группа работала над новой программой «Willy’s en Marjetten» (Вилли и Мариеты) вместе с Бартом Де Пау (Bart De Pauw), в которой центральное место опять занимал абсурдный юмор. В этой программе, Ливен Схейре выступал как техник Паул Тейс (Paul Thys) и полицейский Эдди Валпут (Eddy Walput). Программа была вяло воспринята публикой и удалена VRT (Фламандская организация радио и телевизионного вещания) после десятой из запланированных тринадцати серий.
В начале 2011 года группа «Neveneffecten» появилась на экране в шестисерийной программе «Basta» (Баста). Программа была комбинацией комедийной телепрограммы, раздела о текущих событиях и криминальной хроники. Она касалась самостоятельных журналистских расследований и привлекла большое внимание публики, так как занималась такими темами, как интерактивная телевикторина, которая даже была удалена из фламандского телевидения в результате расследования в «Basta».
Интерес Схейре к науке ясно проявился в телевизионной программе «Scheire en de schepping» (Схейре и творение), которую он вел весной 2012 года. Программа была научно-юмористической, по образцу британской программы «QI». Схейре вел эту программу без коллег из «Neveneffecten». Второй и третий сезоны «Scheire en de schepping» последовали весной 2013 и 2014 годов соответственно. В январе 2021 года было объявлено, что будет выпущен новый сезон программы.
Весной 2015 года Схейре вел научную программу «De schuur van Scheire» (Сарай Схейре). В этой программе Схейре отправился на поиски научного объяснения повседневных явлений в жизни людей, работая как всегда в легком и юмористическом тоне. В каждый выпуск программы приглашали известного гостя.
Осенью 2015 года и в начале 2017 года он вел «De alleswater» (Все вода), тактическую игровую программу, в которой четыре известных фламандца должны были отвечать на вопросы, в то время как одному из них шепотом рассказывали все ответы, а остальные должны были его разоблачить. Второй сезон стартовал в конце 2016 года.
В 2016 году Схейре стал ведущим научной игровой программы «Superbrein» (Супер мозг) на детско-юношеском канале Ketnet.
В 2018 году он вел игровое шоу «Kan iedereen nog volgen?» (Все ещё в курсе?), где он и четверо его гостей заглядывали в будущее. В программе испытываются новые технологии. Осенью 2018 года Схейре принимал участие в «Team Scheire» (Команда Схейре), программе по интересам людей, в которой команда из восьми разработчиков (инженеры, дизайнеры, ученые и программисты) вместе разрабатывают творческие и конкретные решения повседневных проблем, с которыми сталкиваются люди, например из-за инвалидности или других проблем. Программа получила множество положительных отзывов в фламандской прессе.
В 2019 году он выиграл финал «De Slimste Mens ter Wereld» (Самый умный человек в мире), телевизионной викторины с участием известных фламандцев.

## Телевидение
| Год                    | Программа                                   |
| ---------------------- | ------------------------------------------- |
| 2005-2009              | Neveneffecten (Побочные эффекты)            |
| 2006                   | Willy’s en Marjetten (Вилли и Мариеты)      |
| 2011                   | Basta (Баста)                               |
| 2012-в настоящее время | Scheire en de schepping (Схейре и творение) |
| 2015                   | De schuur van Scheire (Сарай Схейре)        |
| 2015-2017              | De alleswater (Все вода)                    |
| 2016                   | Superbrein (Супер мозг)                     |
| 2018-2019              | Kan iedereen nog volgen? (Все ещё в курсе?) |
| 2018-2020              | Team Scheire (Команда Схейре)               |

## Подкасты
- «Nerdland Maandoverzicht» (Земля ботаников, ежемесячный обзор): Схейре делает обзор самых важных научных новостей за последний месяц. Подкаст также был самым популярным бельгийским подкастом на Spotify в 2020 году.
- «Moules de Geek» (Формы ботаников): Подкаст на тему науки или техники.

## Призы
- В 2002 году Ливен Схейре выиграл приз «Lunatic Stand-up Comedy Award», который вручается начинающим комикам.
- В 2018 году Ливен Схейре выиграл приз «Wablieft» (Чего?), который присуждается за ясный язык.

## Интересные факты
- У Схейре две дочери и сын.
- В юности Схейре занимался прыжками в высоту в легкоатлетическом клубе KAA Гент.
- Он член Менса. Это организация для людей с высоким коэффициентом интеллекта, которые попадают в 2% населения по тесту IQ.
- В марте 2015 года бельгийские биологи назвали новый вид палочников в честь Схейре.
- Схейре также активен в интернет-энциклопедии Википедия.